# بردزاچ
بردزاچ (به انگلیسی: Birdsedge) یک روستای کوچک در بخش کیرکلیس در یورک‌شر غربی، انگلستان، در لبه یورک‌شر است. حدود شمال غرب از پنیستون، بین روستاهای شپلی و کامبرورث علیا است. این روستا دارای یک مدرسه و یک تالار می‌باشد. بردزاچ ۳۵۰ نفر جمعیت دارد.